# Celso Gavião
Celso Dias dos Santos (Santos, 28 febbraio 1956) è un ex calciatore brasiliano, di ruolo difensore.

## Palmarès

### Competizioni statali
- Torneio Início do Rio de Janeiro: 1

Botafogo: 1977
- Campionato Cearense: 1

Ferroviário-CE: 1979
- Campionato Carioca: 1

Vasco da Gama: 1982
- Campionato Paranaense: 1

Atlético Paranaense: 1983
- Campionato Baiano: 1

Bahia: 1984
- Campionato Goiano: 3

Goiás: 1989, 1990, 1991

### Competizioni nazionali
- Campionato portoghese: 2

Porto: 1985-1986, 1987-1988
- Coppa del Portogallo: 1

Porto: 1987-1988
- Supercoppa di Portogallo: 1

Porto: 1986

### Competizioni internazionali
- Coppa dei Campioni: 1

Porto: 1986-1987
- Supercoppa UEFA: 1

Porto: 1987
- Coppa Intercontinentale: 1

Porto: 1987